# Irene hurrikán (2005)

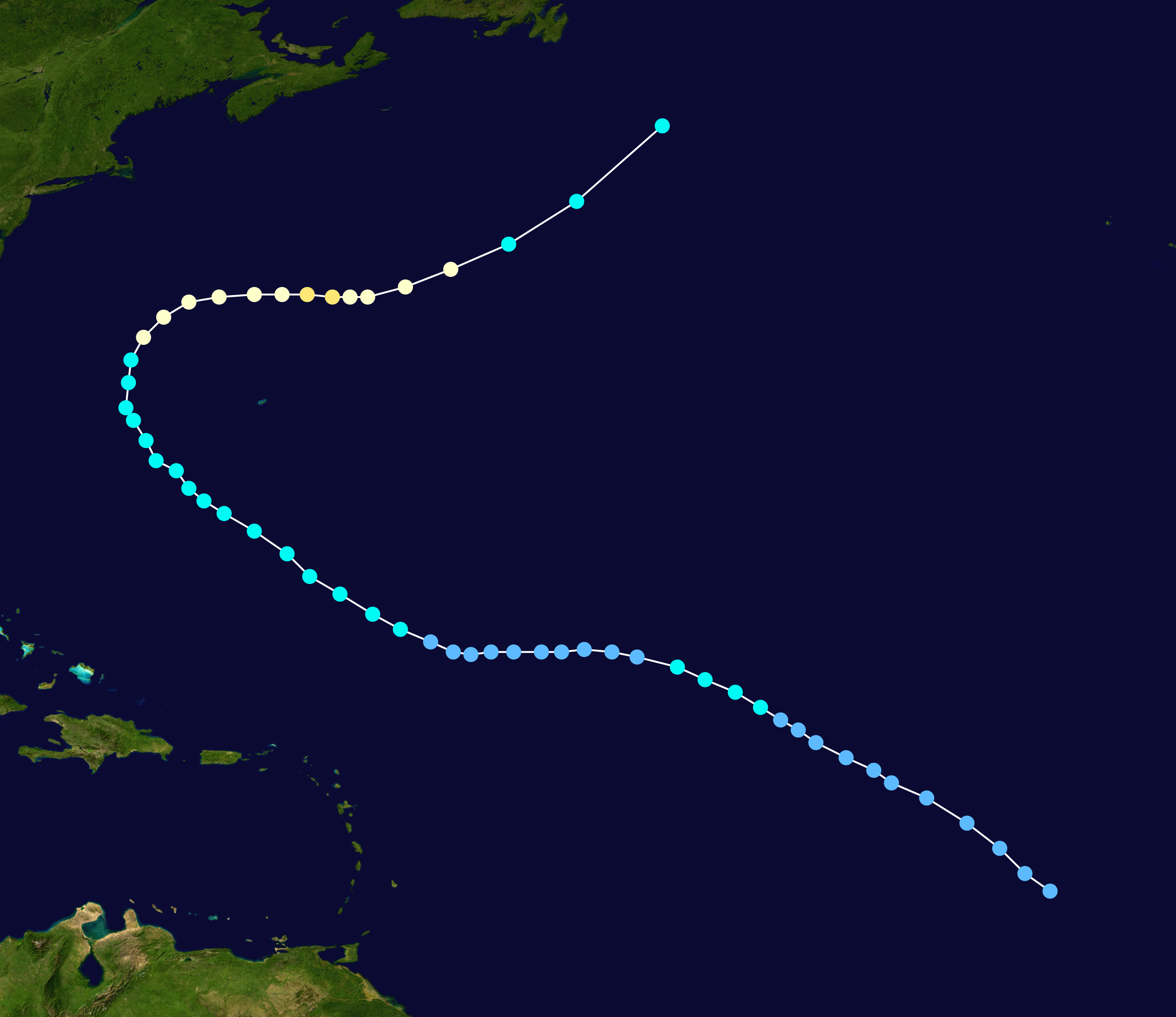
A hurrikán útja

Az Irene hurrikán egy hosszú életű zöld-foki hurrikán volt a 2005-ös atlanti hurrikánszezonban. A vihar augusztus 4-én alakult ki a Zöld-foki-szigetek közelében, átszelte az Atlanti-óceánt, és a Bermudák körül észak felé fordult, mielőtt egy extratrópusi ciklon elnyelte volna Új-Fundlandtól délkeletre. A hurrikán az erős ingadozások miatt nehezen megjósolható viharnak bizonyult. Miután augusztus 10-én majdnem szertefoszlott, az Irene 2. kategóriájú hurrikánként tetőzött augusztus 16-án. 14 napig fennmaradt trópusi rendszerként, ami a 2005-ös év viharai közül a leghosszabb volt. Ez volt a kilencedik elkeresztelt vihar és a negyedik hurrikán a rekorddöntő időszakban. Bár kezdetben attól tartottak, hogy az Egyesült Államokban a vihar nyomvonalának előrejelzése miatti bizonytalanság miatt szárazföldi lesz, de az Irene hurrikán nem közelítette meg a szárazföldet, és nem okozott károkat, de a hullámzás 2,4 méteresre növekedett, és az erős áramlatok egy ember halálát okozták a New York-i Long Beachen. 

## A hurrikán hatásai
Mivel az Irene hurrikán távolabb volt a szárazföldtől, part menti figyelmeztetéseket nem adtak le. A hurrikán hosszú élete ellenére nem érkezett jelentés arról, hogy trópusi vihar erejű szelek befolyásolták volna a hajókat. A hurrikán szerencsére nem okozott különösebb kárt, de erős hullámokat generált, és növelte a veszélyes áramlatok kockázatát az Egyesült Államok keleti partja mentén. New Jersey számos strandján korlátozták a vízi tevékenységeket, és az egyik strandon az életmentők több mint száz mentést hajtottak végre három nap alatt. New York partvonala mentén a hullámok elérték az 1,2-2,4 métert. Egy 16 éves fiú vízbe fulladt, miután augusztus 14-én a New York állambeli Long Beach közelében a visszasodródó áramlatba került. Holttestét augusztus 16-án találták meg, miután a víz partra mosta.

## További linkek
- National Hurricane Center's archive on Hurricane Irene
- National Hurricane Center's Tropical Cyclone Report on Hurricane Irene
- Photo gallery of surf from Hurricane Irene in North Carolina
- NASA article on Irene's rainfall